# 贝内泰
贝内泰（義大利語：Beinette），是意大利库内奥省的一个市镇。总面积17平方公里，人口3080人，人口密度181.2人/平方公里（2009年）。ISTAT代码为004016。